# Dime a Dance
Pour plus de détails, voir Fiche technique et Distribution.
Dime a Dance est un court métrage américain réalisé par Al Christie en 1937. Il s’agit d'une comédie musicale qui met en scène Imogene Coca, Danny Kaye et June Allyson dans les rôles principaux.

## Synopsis
Harriet (June Allyson) est caissière dans une boîte de nuit. Son amie Esmeralda (Imogene Coca) veut travailler à ses côtés en tant que danseuse. Harriet lui suggère alors de s’entraîner à devenir attirante auprès des hommes, elle lui conseille même un livre. Mais Esmeralda, par maladresse, choisit un ouvrage qui traite de l’art du ju-jitsu. Le premier client d’Esmeralda est un matelot timide appelé Eddie (Danny Kaye). Lorsqu’elle veut l’aborder, la rencontre ne se passe pas comme prévu…

## Fiche technique
- Titre original : Dime a Dance
- Titre francophone : Dime a Dance
- Réalisation : Al Christie
- Scénario : Marcy Klauber et Arthur L. Jarrett
- Photographie : George Webber
- Production : Al Christie
- Sociétés de production : Educational Films Corporation of America
- Société de distribution : 20th Century Fox
- Pays d'origine :  États-Unis
- Langue originale : anglais
- Formats : Noir et blanc - 35 mm - 1.37:1
- Genre : Comédie musicale
- Durée : 18 minutes
- Dates de sortie : 
  -  États-Unis : 23 décembre 1937

## Distribution
- Imogene Coca : Esmeralda
- Danny Kaye : Eddie
- June Allyson : Harriet
- Hank Henry : Homer
- Barry Sullivan : Un matelot
- Johnny Johnson : Le chef d’orchestre